# Heinrich Witte (Botaniker)

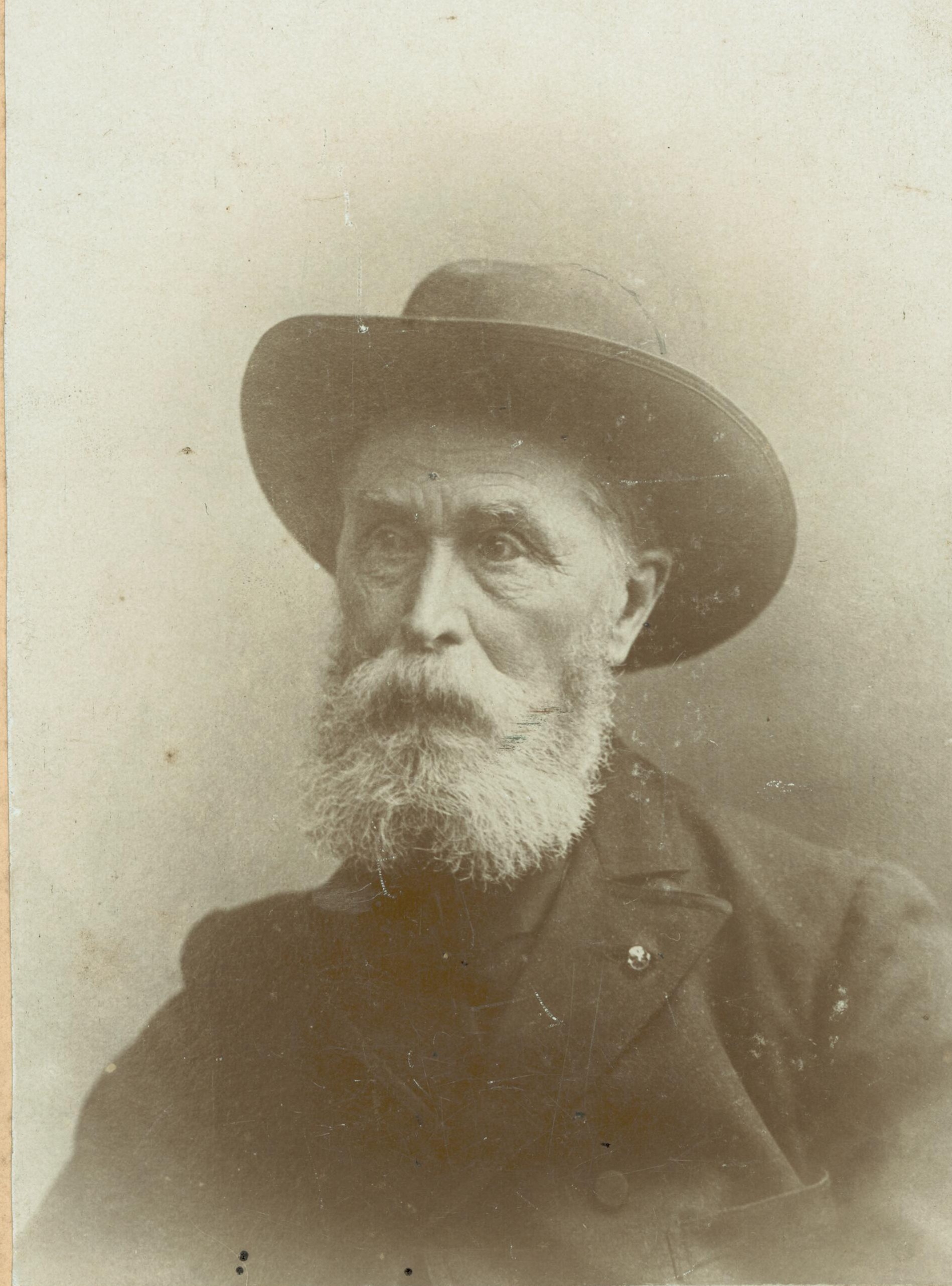

Heinrich Witte, auch Henrik Witte (* 10. Mai 1829 in Rotterdam; † 9. Januar 1917 in Benekom) war ein niederländischer botanischer Gärtner in Leiden. Sein offizielles botanisches Autorenkürzel lautet „Witte“.

## Leben
Witte wurde von Willem Hendrik de Vriese am Hortus Botanicus Leiden eingestellt. Er war von 1855 bis 1898 zunächst Assistenz-Kurator und später Kurator an diesem botanischen Garten. Er arbeitete mit Willem Frederik Reinier Suringar zusammen.
In seinem reich bebilderten Werk Flora. Afbeeldingen en beschrijvingen van boomen, heesters, éénjarige planten, enz., voorkomende in de Nederlandsche tuinen hat er die attraktiven holländischen Gartenpflanzen inklusive Bäumen und Sträuchern gesammelt; die Abbildungen wurden von G. Severeyns aus Brüssel nach Gemälden von Abraham Jacobus Wendel lithographiert.

## Werke
- Enumeratio alphabetica nominum et synonymorum Palmarum… 1859.
- Flora. Afbeeldingen en beschrijvingen van boomen, heesters, éénjarige planten, enz., voorkomende in de Nederlandsche tuinen. J. B. Wolters, Groningen 1868.
- Schetsen uit het plantenrijk. (1869–1870).